# 2003年鐵路
此條目列出2003年發生有關鐵路運輸的事件。

## 事件

### 1月
- 1月：西伯利亞鐵路電氣化工程完工。
- 1月18日：新加坡第二條輕軌盛港輕軌東環啟用。
- 1月28日：北京地鐵13號線由霍營站延長至東直門站，全線通車。

### 2月
- 2月1日：京福電氣鐵道將路線讓渡予越前鐵道。
- 2月24日：舊金山國際機場旅客捷運系統通車。

### 3月
- 3月19日：帝都高速度交通營團（現為東京地下鐵）半藏門線由水天宮前站延長至押上站，並與同日開通的東武鐵道伊勢崎線支線直通運行。
- 3月27日：名古屋市營地下鐵上飯田線開業，並與名古屋鐵道小牧線開始直通運行。

### 4月
- 4月1日：近畿日本鐵道將北勢線讓渡予三岐鐵道。
- 4月5日：菲律賓第三條軌道交通馬尼拉輕軌2號線部分通車。
- 4月11日：馬德里地鐵12號線通車。

### 5月
- 5月1日：大連地鐵3號線正式開通營運。
- 5月6日：莫斯科地鐵阿爾巴特-波克羅夫卡線由基輔站延長至勝利公園站。
- 5月9日：臺灣鐵路縱貫線三坑車站啟用。
- 5月24日：基輔地鐵斯維亞托申-布羅瓦雷線由斯維亞托申站延長至學院城站。

### 6月
- 6月20日：新加坡地鐵東北線通車。此線是世界上第一條全地下、全自動和無人駕駛的地鐵路線。

### 7月
- 7月4日：臺鐵宜蘭線與北迴線鐵路電氣化全線通車。
- 7月26日：洛杉磯軌道交通金線通車。
- 7月30日：歐洲之星列車在1號高速鐵路上創下英格蘭的新時速紀錄（334.7公里/小時）。

### 8月
- 8月10日：沖繩都市單軌電車（Yui-Rail）通車。
- 8月20日：奧斯陸環線（英语：Ring Line (Oslo)）第一階段通車。
- 8月22日：西雅圖輕軌塔科馬連線（英语：Tacoma Link）通車[1]。
- 8月31日：吉隆坡單軌列車通車。

### 9月
- 9月3日：盆唐線由水西站延長至宣陵站。
- 9月28日：1號高速鐵路的首階段通車。

### 10月
- 10月1日：東海道新幹線加停品川站。
- 10月7日：西班牙國鐵開通馬德里－巴塞隆拿高速鐵路線部分路段。
- 10月12日：秦瀋客運專線通車。

### 11月
- 11月25日：上海軌道交通5號線通車。

### 12月
- 12月1日：JR西日本將可部線可部站以北路段停運。
- 12月5日：15.34公里長，位於貝阿鐵路的北穆亞隧道通車。
- 12月7日：九廣鐵路九廣輕鐵天水圍支線第二階段通車。
- 12月13日：名古屋市營地下鐵4號線由砂田橋站延長至名古屋大學站。
- 12月16日：胶新铁路开通运营[2]。
- 12月16日：巴黎地鐵14號線由瑪德蓮站北延至聖拉扎爾站。
- 12月17日：甘迺迪國際機場捷運通車。
- 12月20日：九廣西鐵（現為屯馬綫一部分）通車，來往南昌站至屯門站。南昌站的地鐵部分在16日已經啟用。
- 12月27日：北京地鐵八通線通車，來往四惠站至土橋站。
- 12月27日：莫斯科地鐵布托沃線通車。